# Музей лікарських рослин (Переяслав)
Музей лікарських рослин Національного історико-етнографічного заповідника «Переяслав» — тематичний краєзнавчий музей на території Музею народної архітектури та побуту Середньої Наддніпрянщини. Складова частина Національного історико-етнографічного заповідника «Переяслав» у місті Переяславі, Україна. У музейному гербарії понад 100 видів лікарських рослин.

## Експозиція
Музей розташований в тепличному приміщенні на території реставраційної майстерні. Вхід до музею прикрашений картинами лікарських рослин. Музейна експозиція розташована в трьох залах.
У першій залі музею створено куточок знахаря: над вікном висить ікона святого Пантелеймона-цілителя, яка обрамлена старовинним мережковим рушником із національною вишивкою. Перед іконою лампадка тонкої роботи митців. На стіні образ єпископа Єфрема Переяславського, який у XI столітті відкрив у Переяславі першу лікарню.
Інша частина експозиції першої зали присвячена життю і діяльності видатних українських фітотерапевтів. У центрі інтер'єру портрет вченого-енциклопедиста, акушера, фітотерапевта, ботаніка Нестора Максимовича Амбодика-Максимовича (1744 — 1812) — основоположника наукової фітотерапії в Україні. Поруч портрети видатних фітотерапевтів — Михайла Андрійовича Носаля і його сина Івана Михайловича, Наталії Петрівни і Данила Никифоровича Зубицьких, Василя Володимировича Кархута, Федора Івановича Мамчура, Євгена Степановича Товстухи, Бориса Володимировича Заверухи.
У другій експозиційній залі демонструється гербарій зі 100 видами лікарських рослин Середнього Придніпров'я. Поруч розміщені вітрини з наборами лікарських рослин і настоянками, виготовленими Яготинським фітоцентром «Здоров'я». Вище — друковані праці видатних фітолікарів із дарункованими автографами Зубицьких, Товстухи, Мамчура, Заверухи, Касьяна, Червоні книги рослинного і тваринного світу. Тут же розташований стенд, де подано лікувальні властивості рослин та способи їх вживання, а також експонати лікарських рослин, занесених у Червону книгу.
Третя виставкова зала тимчасово використовується як робочий комплектуючий цех, де проводиться черенкування, перевалка, вигонка і вирощування розсади. У ньому ростуть багатолітні пальми, монстери, ампельні та квітучі рослини.
Перед фасадом музею і на нижній терасі — фітоплантації лікарських рослин багатьох видів.